# Eric C. Bauman
Eric Carl Bauman (sinh ngày 10 tháng 12 năm 1958) là một chính khách người Mỹ, người gần đây nhất là Chủ tịch Đảng Dân chủ California. Trước đây là phó chủ tịch của Đảng nhà nước (2009–2015) và Chủ tịch Đảng Dân chủ Los Angeles (2000–2017), ông được biết đến với ảnh hưởng của mình trong chính trị Dân chủ của Hạt Los Angeles. Ông tuyên bố từ chức người đứng đầu Đảng Dân chủ California vào ngày 29 tháng 11 năm 2018 sau những cáo buộc sai trái về tình dục.

## Tuổi thơ và giáo dục
Sinh ra ở The Bronx, New York, Bauman làm y tá đã đăng ký trong nhiều năm trước khi tham gia chính trường. Ông có bằng cử nhân điều dưỡng tại Excelsior College. Ông cũng có được giáo dục sau đại học về Quản lý chăm sóc sức khỏe từ Đại học Thế kỷ, hiện được gọi là Đại học Thế kỷ Mỹ, một trường đại học vì lợi nhuận, không có bằng cấp có trụ sở tại Albuquerque, New Mexico.

## Đời tư
Ông sống ở Bắc Hollywood với người chồng nhiều năm, Michael. Chú của Eric là nhạc sĩ Jon "Bowzer" Bauman, trước đây của Sha Na Na. 
Vào tháng 11 năm 2018, Phó Chủ tịch Đảng Dân chủ California Daraka Larimore-Hall đã đệ đơn khiếu nại cáo buộc Bauman đã tấn công tình dục hoặc quấy rối các nhân viên của Larimore-Hall.

### Tư vấn dược phẩm
Bauman đã bị chỉ trích vì mối quan hệ với ngành công nghiệp dược phẩm của California. Ông đã vận động chống lại Dự luật 61, điều này sẽ cấm nhà nước mua các loại thuốc đắt hơn với giá mà Bộ Cựu chiến binh trả. Sự chỉ trích này đã xuất hiện trở lại sau cuộc bầu cử của ông để trở thành Chủ tịch Đảng Dân chủ California.